# International Republican Institute
International Republican Institute är en ideell och politiskt obunden organisation som har åtagit sig att främja frihet och demokrati över hela världen. Organisationen arbetar med att främja medborgarens delaktighet i den politiska processen och fokuserar speciellt på marginaliserade grupper som handikappade och etniska minoriteter.
Under oktober 2019 besökte organisationen riksdagspartiet Sverigedemokraterna.